# Lüttzicker Urt

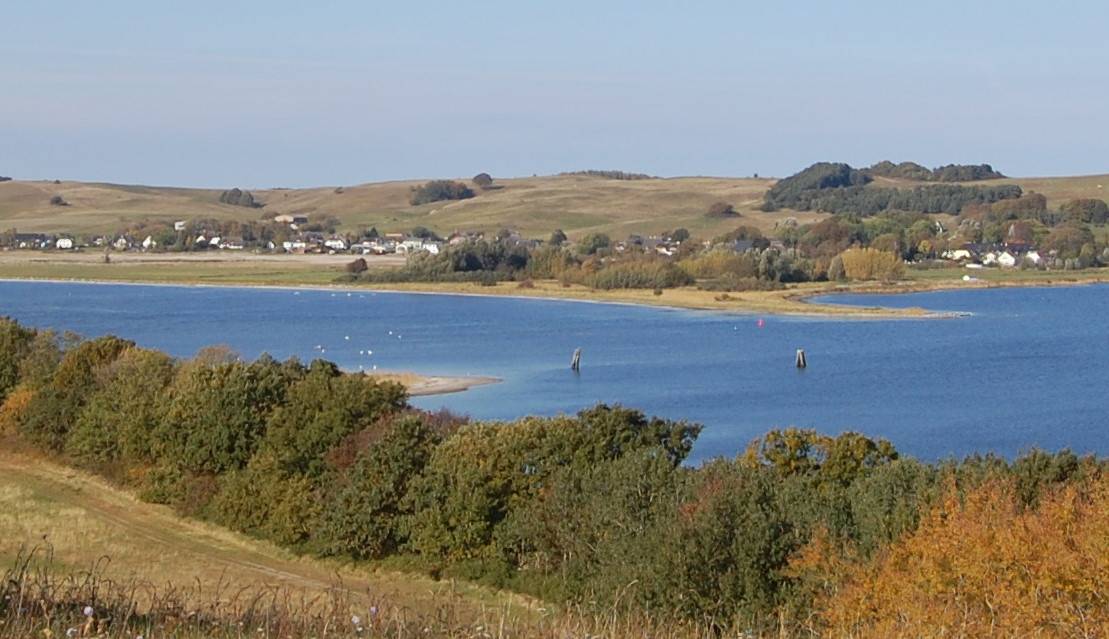
Lüttzicker Urt (links unten), gegenüberliegend der Kirkenort

Der Lüttzicker Urt ist ein Sandhaken an der Nordspitze der zu Rügen gehörenden Halbinsel Klein Zicker. Es wird auch die hochdeutsche Bezeichnung Klein Zicker Ort genutzt.
Westlich des Hakens liegt der Greifswalder Bodden, östlich der Zicker See. Die zum Gemeindegebiet von Mönchgut gehörende Landspitze wächst durch Verlandungsprozesse nach Norden und wäre mit dem von Groß Zicker nach Süden wachsenden Haken Kirkenort vermutlich bereits verbunden, wenn nicht die Fahrrinne künstlich freigehalten würde.